# HMS Hursley (L84)
HMS Hursley (L84) là một tàu khu trục hộ tống lớp Hunt Kiểu II của Hải quân Hoàng gia Anh Quốc được hạ thủy năm 1941 và đưa ra phục vụ vào năm 1942. Nó đã hoạt động trong Chiến tranh Thế giới thứ hai cho đến tháng 11 năm 1943, khi được chuyển cho Hải quân Hoàng gia Hy Lạp, và tiếp tục phục vụ như là chiếc Kriti cho đến hết chiến tranh. Con tàu được hoàn trả cho Anh năm 1959 và bị bán để tháo dỡ năm 1960.

## Thiết kế và chế tạo
Hursley thuộc vào số 33 chiếc tàu khu trục lớp Hunt nhóm II, có mạn tàu rộng hơn nhóm I, tạo độ ổn định cho một tháp pháo QF 4 in (100 mm) Mark XVI nòng đôi thứ ba, cũng như cho phép tăng số lượng mìn sâu mang theo từ 40 lên 110.
Hursley được đặt hàng cho hãng Swan Hunter vào ngày 20 tháng 12 năm 1939 trong khuôn khổ Chương trình Chế tạo Khẩn cấp Chiến tranh 1939, và được đặt lườn tại xưởng tàu Wallsend vào ngày 21 tháng 12 năm 1940. Nó được hạ thủy vào ngày 25 tháng 7 năm 1941 và hoàn tất vào ngày 2 tháng 4 năm 1942. Tên nó được đặt theo tên rừng săn cáo Hursley tại Hampshire. Con tàu được cộng đồng dân cư Ringwood tại Hampshire đỡ đầu trong khuôn khổ cuộc vận động gây quỹ Tuần lễ Tàu chiến vào tháng 2 năm 1942.

## Lịch sử hoạt động

### HMSHursley

#### 1942
Sau khi hoàn tất trang bị và chạy thử máy, Hursley đi đến Scapa Flow vào tháng 4 năm 1942  để thực tập cùng các tàu chiến thuộc Hạm đội Nhà. Nó tham gia cùng thành phần hộ tống cho các thiết giáp hạm King George V (41) và USS Washington (BB-56), tàu sân bay Victorious (R38) làm nhiệm vụ bảo vệ Đoàn tàu vận tải PQ 15 đi sang Murmansk, Liên Xô và Đoàn tàu QP 11 quay trở về Iceland. Thành phần hộ tống còn bao gồm các tàu khu trục Escapade (H17), Faulknor (H62), Inglefield (D02), Marne (G35), Martin (G44), Oribi (G66),Punjabi (F21), Belvoir (L32), Lamerton (L88), Middleton (L74) và các tàu khu trục Hoa Kỳ USS Madison (DD-425), USS Plunkett (DD-431) USS Wilson (DD-408) và USS Wainwright (DD-419). Trong những chuyến hộ tống vận tải tiếp theo, thiết giáp hạm Duke of York (17) thay phiên cho King George V bị hư hại sau tai nạn va chạm vốn đã làm đắm tàu khu trục Punjabi.
Sang tháng 5, Hursley dự định được điều động sang tăng cường cho Hạm đội Đông. Vào ngày 11 tháng 5, nó tham gia cùng tàu tuần dương hạng nhẹ Mauritius (80), tàu buôn tuần dương vũ trang HMS Carnarvon Castle và tàu khu trục Belvoir (L32) để hộ tống cho Đoàn tàu WS 19 trong hành trình băng qua Khu vực Tiếp cận Tây Bắc. Nó tách khỏi đoàn tàu sau khi đến Freetown vào ngày 22 tháng 5, rồi lại được bố trí vào ngày 25 tháng 5 cùng Mauritius và tàu xà lúp Milford (L51) tiếp tục hộ tống Đoàn tàu WS 19 trong chặng từ Freetown đến mũi Hảo Vọng. Nó ở lại cùng đoàn tàu vào ngày 5 tháng 6 để tiếp tục đi Durban trong khi các tàu khác tách ra để ghé lại Cape Town. Đi đến Durban vào ngày 14 tháng 6, nhiệm vụ của nó được thay đổi; thay vì phối thuộc cùng Hạm đội Đông, nó được điều sang bổ sung cho Chi hạm đội Khu trục 5 tại Địa Trung Hải. Đây là do sự tổn thất nặng nề của Hạm đội Địa Trung Hải sau Chiến dịch Vigorous và hoạt động phòng thủ Crete.
Hursley gia nhập Chi hạm đội Khu trục 5 đặt căn cứ tại Alexandria, Ai Cập vào ngày 29 tháng 6. Vào ngày 25 tháng 7, nó cùng Belvoir hộ tống cho tàu ngầm Porpoise (N14) bị hư hại rút lui về Port Said, rồi tham gia bắn phá Abu Dappa vào ngày 29 tháng 8, bị hư hại nhẹ do không kích của đối phương. Đến ngày 14 tháng 9, nó cùng Aldenham (L22) hộ tống chiếc tàu kéo Brigand để cứu hộ cho tàu tuần dương Coventry (D43) và tàu khu trục Zulu (F18) bị hư hại do không kích của đối phương khi hỗ trợ cho Chiến dịch Agreement đột kích vào Tobruk. Việc cứu hộ thất bại khi lần lượt Coventry và Zulu đều bị máy bay đối phương đánh chìm sau đó.
Sang tháng 10, Hursley tiến hành hai hoạt động nghi binh, các Chiến dịch Lightfoot và Supercharge, nhằm hỗ trợ cho hoạt động của Tập đoàn quân 8 trong Trận El Alamein thứ hai, rồi tiếp tục hộ tống các đoàn tàu vận tải tiếp liệu đi lại giữa Alexandria và Tobruk. Vào ngày 17 tháng 11, nó được bố trí cùng Aldenham, Beaufort (L14), Croome (L62), Dulverton (L63), Exmoor (L08), Belvoir, Hurworth (L28), Tetcott (L99) cùng tàu khu trục Hy Lạp Pindos (L65) để hộ tống cho Đoàn tàu MW 13 chuyển hàng tiếp liệu đến Malta đang bị đối phương phong tỏa. Đoàn tàu bị đối phương không kích nặng nề vào ngày hôm sau, khi tàu tuần dương hạng nhẹ Arethusa (26) bị hư hại do trúng ngư lôi và phải rút lui về Alexandria. Nó tách khỏi đoàn tàu sau khi đi đến Malta vào ngày 19 tháng 11, và quay về Alexandria an toàn hai ngày sau đó.

#### 1943
Vào ngày 14 tháng 1 năm 1943, Hursley tham gia cùng tàu khu trục Pakenham (G06) trong việc đánh chìm tàu ngầm Ý Narvalo, vốn đang vận chuyển đạn dược và nhiên liệu đến Tripoli và chở theo 11 tù binh người Anh; 28 người Ý và 8 tù binh đã thiệt mạng cùng con tàu. Sang ngày 19 tháng 2, đang khi hộ tống cho Đoàn tàu XT 3 đi lại giữa Alexandria và Tripoli, nó lại cùng tàu khu trục Isis (D87) và một máy bay ném bom Vickers Wellington thuộc Không quân Hoàng gia Anh đánh chìm tàu ngầm Đức U-562 về phía Tây Bắc Benghazi, ở tọa độ 32°57′B 20°05′Đ / 32,95°B 20,083°Đ, với tổn thất nhân mạng toàn bộ. Con tàu sau đó được chuyển sang Chi hạm đội Khu trục 22.
Vào ngày 8 tháng 5, Hursley cùng với Aldenham, Dulverton, Lamerton (L88), Wilton (L128), Zetland (L59) và tàu khu trục Hy Lạp Kanaris (L53) tham gia Chiến dịch Retribution nhằm phong tỏa khu vực Cap Bon ngăn chặn tàu bè triệt thoái binh lính đối phương khỏi Bắc Phi. Sang ngày 12 tháng 5, nó cùng Aldenham và Kanaris tham gia cuộc đổ bộ lên đảo Zembra, Tunesia, rồi quay trở về Malta với số tù binh bắt được.
Đến tháng 7, Hursley được huy động để tham gia Chiến dịch Husky, cuộc đổ bộ của lực lượng Đồng Minh lên Sicily, Ý. Con tàu tham gia Lực lượng Hỗ trợ phía Đông để hộ tống đoàn tàu vận tải tấn công, bắn pháo hỗ trợ cho cuộc đổ bộ; rồi được bố trí trong thành phần Đội hộ tống R đi đến Alexandria. Nó rời Alexandria vào ngày 6 tháng 7 hộ tống cho đoàn tàu MWF36, và được cho tách ra để quay trở về Alexandria vào ngày hôm sau, tiếp tục hộ tống đoàn tàu MWS36 tiếp nối vào ngày 9 tháng 7. Sau đó nó được điều đến Syracuse, Sicily tiếp tục nhiệm vụ hỗ trợ cho Chiến dịch Husky.
Vào tháng 9, Hursley được điều động sang Chi hạm đội Levant đặt căn cứ tại Alexandria để hỗ trợ Chiến dịch Dodecanese, một hoạt động quân sự nhằm chiếm đóng quần đảo Dodecanese thuộc Hy Lạp. Do Ý đã đạt được thỏa thuận đình chiến với Khối Đồng Minh, nhiều đảo do lực lượng Ý chiếm đóng trước đây có nguy cơ bị Đức đánh chiếm. Vào ngày 16 tháng 10, nó khởi hành từ Alexandria cùng tàu tuần dương hạng nhẹ Aurora (12), các tàu khu trục Penn (G77) và Jervis (F00) cùng tàu khu trục Hy Lạp Miaoulis (L91) để tuần tra ngăn chặn về phía Đông bờ biển Kalymnos và Leros. Nó đã đụng độ với tàu phóng lôi E-boat đối phương ngoài khơi cảng Akti, Kalymnos, đánh chìm tàu hộ tống UJ2109 (nguyên là tàu quét mìn HMS Widnes của Anh). Nó sau đó chịu đựng không kích của đối phương mà không bị thiệt hại, và đã cho đổ hàng tiếp liệu xuống Leros.
Hursley cùng với Jervis, Penn và Miaoulis ẩn náu tại vùng biển Thổ Nhĩ Kỳ trung lập trong đêm hôm sau trước khi tiếp tục hỗ trợ các hoạt động trên bờ. Sang ngày 18 tháng 10, lúc chiều tối, nó trinh sát đảo Pserimos, và trong khi bắn phá đảo Cos hỏa lực bắn trả của đối phương làm nó hư hại phần phía trước con tàu. Nó rút lui để gặp gỡ Aurora, và sang ngày hôm sau đã cùng Jervis, Penn và Miaoulis rút lui từ Scarpanto về Alexandria, nơi nó được sửa chữa. Nó lại lên đường từ Alexandria vào ngày 23 tháng 10 cùng Aurora và Aldenham, đón lên tàu binh lính từ tàu tuần dương hạng nhẹ Phoebe (43) vào ngày hôm sau trong vùng biển Thổ Nhĩ Kỳ trung lập, rồi cùng Aldenham chuyển đến Leros và cho đổ bộ binh lính lên bờ. Được Aurora, Pathfinder (G10), Exmoor (L08) và Blencathra (L24) thay phiên, Hursley rút lui về Alexandria.
Hursley tiếp tục phục vụ tại vùng biển Aegean cho đến ngày 2 tháng 11 khi nó được chuyển cho Hải quân Hoàng gia Hy Lạp và được đổi tên thành Kriti ("Crete").

### Kriti

#### 1944 - 1945
Cho dù với tên mới và một thủy thủ đoàn mới, con tàu tiếp tục nằm trong thành phần Đội khu trục 2, và vào tháng 1, 1944 được phân nhiệm vụ hộ tống các đoàn tàu vận tải đi từ Bắc Phi đến Naples nhằm chuẩn bị cho Chiến dịch Shingle, cuộc đổ bộ của lực lượng Đồng Minh lên Anzio, Ý. Nó được phối thuộc cùng Lực lượng Tấn công phía Nam dưới quyền chỉ đạo của Hải quân Hoa Kỳ để hỗ trợ cho cuộc đổ bộ của Quân đoàn VI Bộ binh (Hoa Kỳ). Vào ngày 20 tháng 1, Kriti đã cùng các tàu tuần dương USS Brooklyn (CL-40) và HMS Penelope (97), các tàu khu trục USS Gleaves (DD-423), USS Plunkett, USS Niblack (DD-424), USS Woolsey (DD-437), USS Mayo (DD-422), USS Trippe (DD-403), USS Ludlow (DD-438), USS Edison (DD-439), HMS Croome và tàu khu trục Hy Lạp Thetistoklis khởi hành từ Naples vào ngày 20 tháng 1, và khi lực lượng đổ bộ lên bờ hai ngày sau đó, nó tiếp tục hỗ trợ ngoài khơi bãi đổ bộ bất chấp các đợt không kích của đối phương. Nó tiếp tục ở lại khu vực Anzio cho đến tháng 2, bảo vệ các đoàn tàu vận tải và bắn hải pháo hỗ trợ lực lượng trên bờ.
Từ tháng 3 đến tháng 7, Kriti quay trở lại hoạt động thường lệ cùng chi hạm đội, đặt căn cứ tại Algiers, cho đến tháng 8, khi nó được huy động tham gia Chiến dịch Dragoon, cuộc đổ bộ của lực lượng Đồng Minh lên miền Nam nước Pháp. Nó khởi hành từ Naples vào ngày 12 tháng 8 dưới quyền chỉ huy chung của Hải quân Hoa Kỳ, trong thành phần hộ tống cho Đoàn tàu SF2, bao gồm tàu khu trục hộ tống USS Currier (DE-700), các tàu quét mìn HMS Antares (AM-325), HMS Arcturus (AM-326), HMS Brave (J305), HMS Rinaldo (J225) và HMS Spanker (J226) cùng năm xuồng tuần tra Hoa Kỳ để bảo vệ cho 38 tàu đổ bộ LCI, và đi đến ngoài khơi bãi Delta (Saint-Tropez) hai ngày sau đó. Sau khi chiến dịch hoàn tất, nó quay trở lại dưới quyền Hải quân Hoàng gia vào ngày 22 tháng 9.
Kriti sau đó được điều sang hoạt động cùng Lực lượng Hải quân Aegean đặt căn cứ tại Alexandria, hỗ trợ các hoạt động quân sự nhằm tái chiếm các đảo trong biển Aegean và đổ bộ lên đất liền Hy Lạp. Đến tháng 11, nó gia nhập Chi hạm đội 12 Hy Lạp tại Piraeus, và đã tham gia hỗ trợ nhiều hoạt động quân sự trong biển Aegean, bao gồm việc cùng tàu khu trục Anh HMS Kimberley (F50) và tàu chị em Asting (L81) bắn phá đảo Rhodes vào ngày 1 tháng 4, 1945, cho đến khi xung đột kết thúc tại Châu Âu vào tháng 5, 1945.

#### Sau chiến tranh
Kriti tiếp tục được Hải quân Hoàng gia Hy Lạp mượn cho đến ngày 12 tháng 12, 1959, khi nó được hoàn trả cho Anh. Con tàu được đưa vào Danh sách Loại bỏ. Nó được bán để tháo dỡ tại Hy Lạp vào ngày 27 tháng 4, 1960.